# Michael Kölling
Michael Kölling ist ein Softwareentwickler und Professor der Informatik am King’s College London. Bis Februar 2017 lehrte er an der School of Computing, University of Kent.
Er ist der leitende Entwickler der Programmierumgebungen BlueJ und Greenfoot, beides vielgenutzte Werkzeuge für die Programmierlehre. Auch ist er ein Entwickler der Programmiersprache Stride.
Kölling ist in Bremen aufgewachsen, hat in Bremen und Sydney (Australien) studiert und lebt zurzeit in England.

## Bücher
- Michael Kölling, Introduction to Programming with Greenfoot: Object-Oriented Programming in Java with Games and Simulations, Pearson Education, August 2009, ISBN 978-0-13-603753-8.
- David J. Barnes & Michael Kölling, Objects First with Java: A Practical Introduction using BlueJ, Prentice Hall / Pearson Education, 2008, ISBN 0-13-606086-2.
- Bennedsen, Jens; Caspersen, Michael E.; Kölling, Michael (Eds.), Reflections on the Teaching of Programming Series: Lecture Notes in Computer Science, Vol. 4821. Springer, 2008, ISBN 978-3-540-77933-9.

## Auszeichnungen
- SIGCSE Award for Outstanding Contribution to Computer Science Education, 2013[1]
- National Teaching Fellowship (2008), Higher Education Academy, UK[2]
- „Best PhD Thesis Award“ (2000), The Computing Research and Education Association of Australasia[3]
- Victorian Pearcey Award (1999), für die Entwicklung von BlueJ.[4]